# トキソウ属
トキソウ属（トキソウぞく、学名：Pogonia、和名漢字表記：朱鷺草属）はラン科の属の一つ。

## 特徴
地生の多年草。細長い根茎があり、長く伸長する。茎は細く、直立し、ふつう葉は1個、ときに2-4個つく。茎先に1個の葉状の苞と1花をつける。花はやや大型で、萼片と側花弁は離生し、やや同型となる。唇弁の先端はふつう3裂し、中央裂片の内面に2-4条の隆起線があって、その上に肉質の毛状突起がある。距はない。蕊柱は短い柱状になり、短い嘴体の下に平坦な柱頭がある。

## 分布
東アジアと北アメリカ大陸東部に隔離分布し、5-6種ほどある。日本には3種が分布する 。

## 種

### 日本に分布する種
和名および学名の記載はYListによる。
- トキソウ Pogonia japonica Rchb.f. - 日本では、北海道、本州に分布し、四国、九州にはまれにみられ、日当たりのよい湿地に生育する[1]。国外では、朝鮮半島、中国大陸、ロシア極東部に分布する[7]。花は紅紫色で、横向きにつき半開する[1]。準絶滅危惧(NT)（2019年、環境省）[8]。
  - シロバナトキソウ  Pogonia japonica Rchb.f. f. pallescens  Tatew. - トキソウの白花品種。
  - イトザキトキソウ Pogonia japonica Rchb.f. f. lineariperiantha Satomi et T.Ohsawa
- ヤマトキソウ Pogonia minor (Makino) Makino - 日本では、北海道、本州、四国、九州に分布し、山地、丘陵の日当たりのよい草地や湿った草地に生育する[1][3]。国外では、朝鮮半島、中国大陸、台湾に分布する[9]。花は淡紅色で、上を向いてつきほとんど開かない[1]。
  - シロバナヤマトキソウ Pogonia minor (Makino) Makino f. pallescens (Nakai) Okuyama – ヤマトキソウの白花品種。
- ミヤマトキソウ Pogonia subalpina T.Yukawa et Y.Yamashita - 日本固有種。本州の中部地方および東北地方の日本海側に分布し、亜高山帯の草地などに生育する。2017年新種記載。

### 国外に分布する種
- Pogonia ophioglossoides (L.) Ker Gawl. - 北アメリカ大陸東部に分布する[10]。
- Pogonia trinervia (Roxb.) Voigt - インドネシアのハルマヘラ島、モルッカ諸島などに分布する[11]。
- Pogonia yunnanensis Finet – 中国大陸の中央部、南部、チベットに分布する[12]。

## ギャラリー

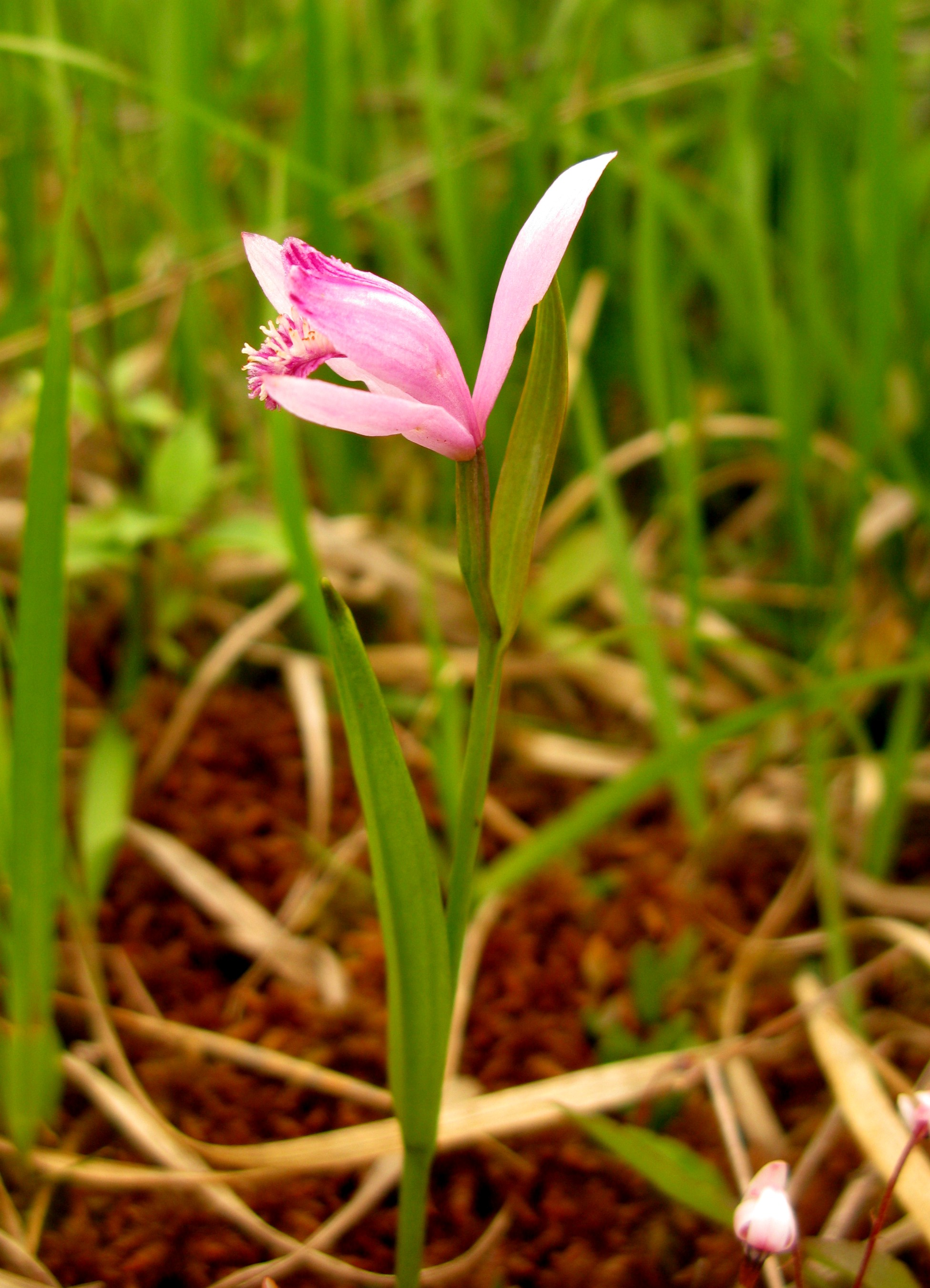
トキソウ
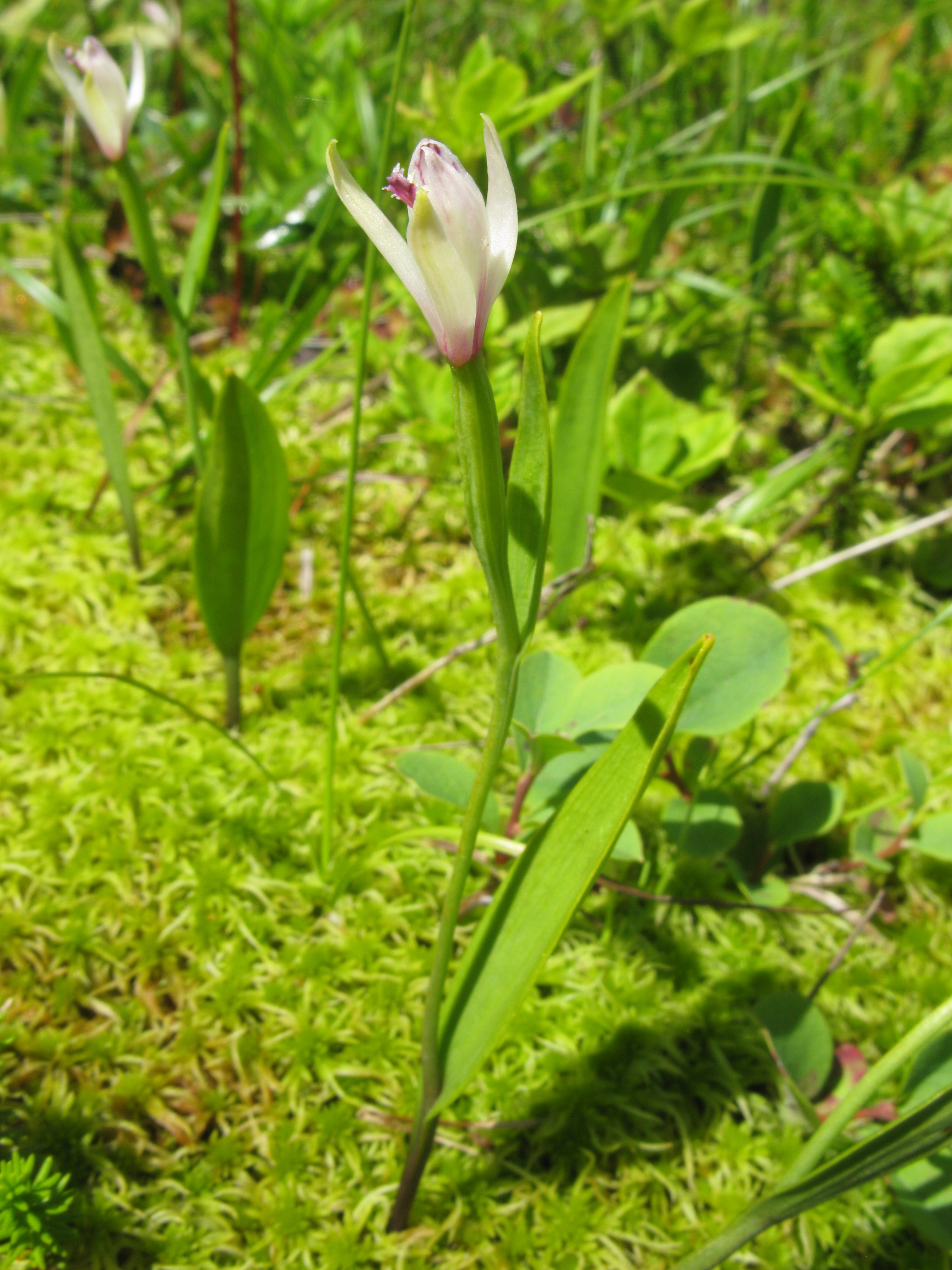
ヤマトキソウ
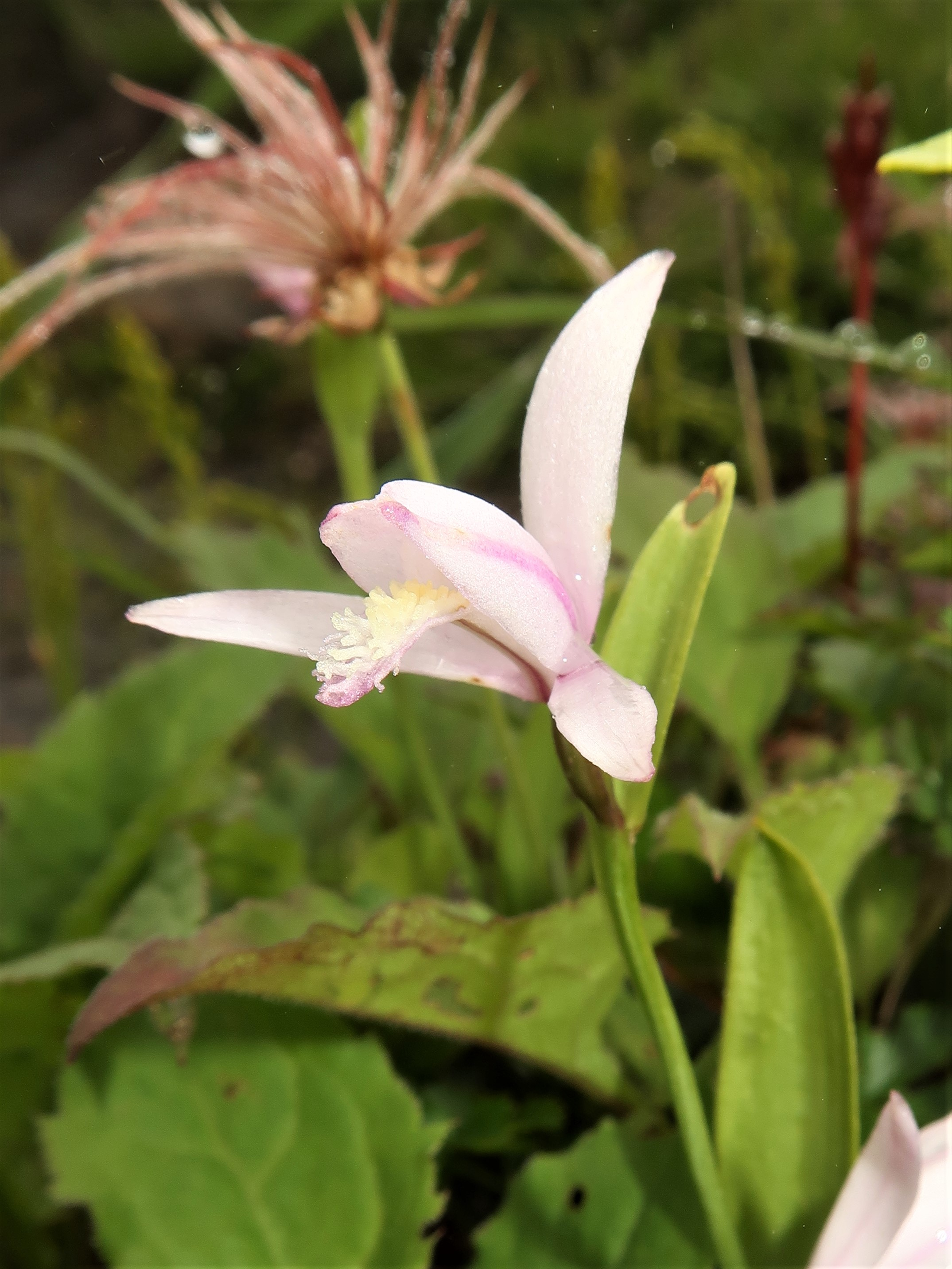
ミヤマトキソウ
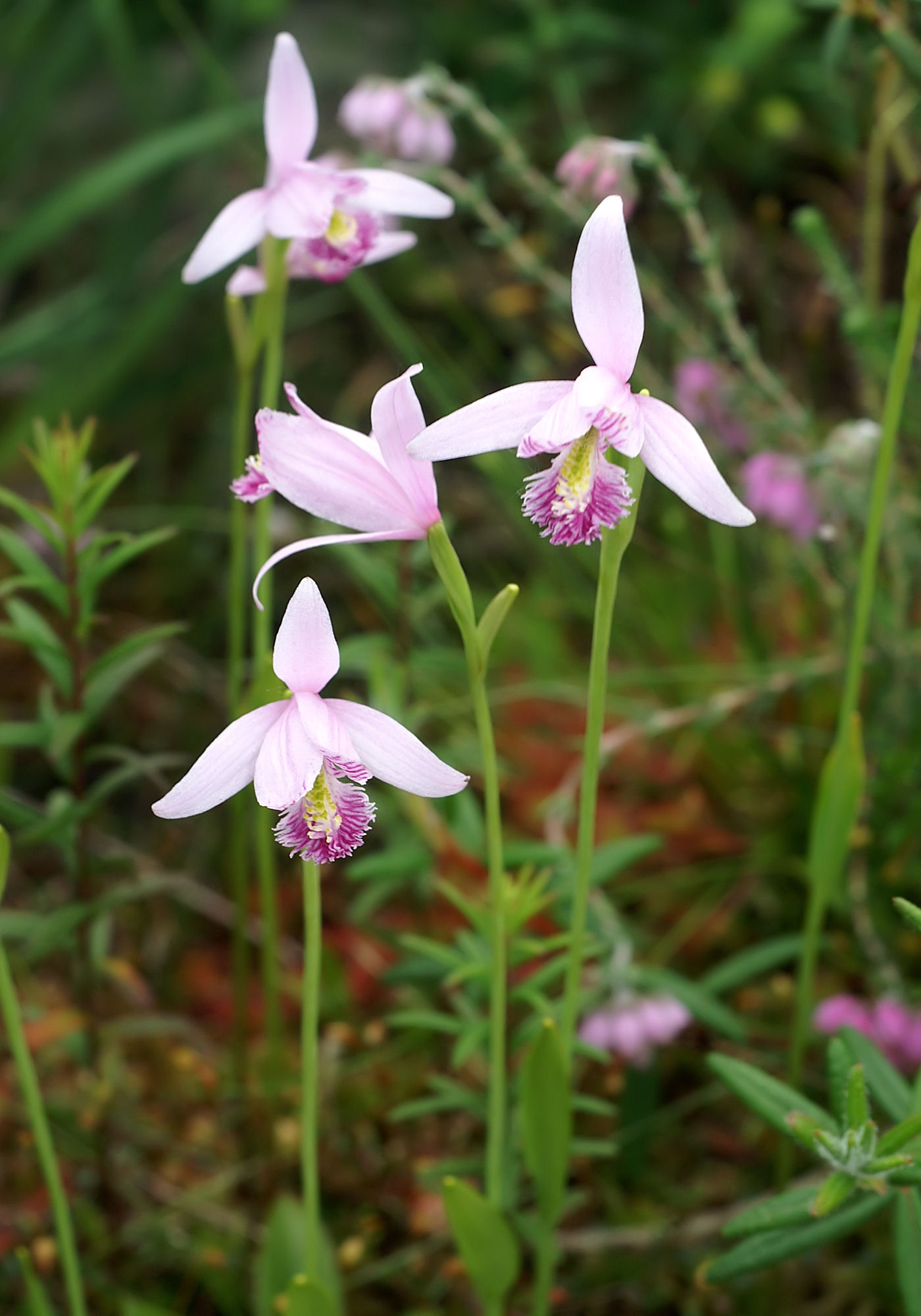
Pogonia ophioglossoides